# 物延靖記
物延 靖記（もののべ やすのり、1985年5月30日 - ）は、自由形専門の日本人水泳選手。日本代表として2008年夏季オリンピックと2009年夏季ユニバーシアード（セルビア・ベオグラード）で800メートル自由形リレーで日本の水泳チームの一員として金メダルを獲得した（7：11.54 ）。
2008年北京オリンピック、4×200 mフリースタイルリレーで日本チームのメンバーとして競う。200 m自由形では個人では優勝できなかったが、東京でのオリンピックトライアル（1：49.04）で3位になり、なんとかリレーチームメンバーの選考を突破し獲得。決勝で松本久人、奥村義弘、内田翔とチームを組み、アンカーを泳いで1：48.62のスプリットでレースを終えたが、日本チームは7：10.31で7位という結果であった 。